# Пайн (окръг, Минесота)
Окръг Пайн (на английски: Pine County) е окръг в щата Минесота, Съединени американски щати. Площта му е 3717 km², а населението - 26 530 души (2000). Административен център е град Пайн Сити.